# Suka Pindah (Rambutan)
Suka Pindah is een bestuurslaag in het regentschap Banyuasin van de provincie Zuid-Sumatra, Indonesië. Suka Pindah telt 1155 inwoners (volkstelling 2010).